# 趙惜夢

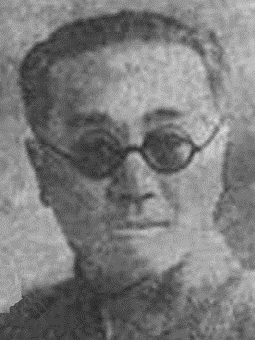

赵惜梦（1899年5月23日—1956年12月14日），原名赵云鹤，笔名惜梦，后更名赵惜梦。奉天省瓦房店（今辽宁省瓦房店市）人。中华民国作家、编辑、记者、政治人物。

## 生平
赵惜梦出生仅3个月，其父便因病去世，故自幼为寡母抚养。他在故乡上完小学，此后入奉天一中。当时正值新文化运动及五四运动时期，他对新文学产生兴趣。1921年暑假，他从中学毕业后，考进奉天文学专门学校。1922年底，他以笔名“惜梦”先后在《盛京时报》的《新诗》栏目发表了《枕上》、《梦》、《孤雁》这三首新诗，开始了文学生涯。自此直至1923年末，他在《盛京时报》上发表了几十篇新诗及小说，成为中国东北的新文学作家。
1924年初，他从奉天文学专门学校毕业，经朋友介绍出任《哈尔滨晨光》报文艺编辑主任。任内他使原来的综合性周刊《艺林》以及综合性副刊《光之波动》改为侧重介绍新文学，并且创办了《儿童》、《绿意》、《文学》、《文艺》（后两种为春潮社社刊）这四种新文学周刊。
1923年创刊后，《哈尔滨晨光》报便在每日报纸的骑缝处刊登“诸君记得二十一条否”这九个大字。此举受到一些政客和亲日本势力的非议。赵惜梦任职于该报之后，曾经撰文驳斥这些非议。1924年双十节时，广州的市民们举行集会和游行，抗议陈炯明和商团的屠杀，赵惜梦遂在《同胞！还不奋起吗》一文中称：“怎奈我们弱小的同胞，将逃出了满清专制的酷毒，活泼泼的生命，却被万恶的军阀，给我们握住了。可痛呵！”
1925年，赵惜梦同哈尔滨的于浣非、陈凝秋、张末元、涛光，沈阳的李笛晨、金亦棠、周东郊、赵鲜文、周均溪等人成立了哈尔滨首家新文学社团春潮社，并在《哈尔滨晨光》报上辟有《文学》、《文艺》周刊。
1926年12月15日，《哈尔滨晨光》报被吉林省滨江县警察厅以“似有鼓吹赤化之旨趣”而查封。1927年初，应《国际协报》社社长张复生、总编辑王星岷的邀请，赵惜梦出任该报副刊部主笔，创办副刊《国际公园》，并以《国际协报》副刊附页为形式，发行了四种新文学周刊即《绿野》、《啬薇》、《灿星》、《蓓蕾》。1929年，经赵惜梦倡议，孔罗荪、陈纪滢牵头成立蓓蕾文学社，在《国际协报》出版社刊《蓓蕾》周刊（出至1932年日军占领哈尔滨）。他曾经帮作家张铁弦、金人、孔罗荪、陈纪滢、杨朔等人进入文学界。
1931年九一八事变爆发后，从9月20日起，《国际公园》上每天都用通栏标语进行抗日宣传。江桥抗战爆发后，他作为《国际协报》特派员，携劳军款及慰问品到江桥前线慰问并进行采访报道。事后，他被聘为黑龙江省代主席马占山的私人秘书，以接待到齐齐哈尔采访的海内外记者以及外国驻华武官。江桥抗战失败，齐齐哈尔被日军占领后，马占山率部退到海伦，赵惜梦则回到哈尔滨。1932年2月5日，日军占领哈尔滨，赵惜梦到北平，任《大公报》及《华北日报》外勤记者。
1934年，张学良出任武汉行营主任后，决定出资由赵惜梦出面在武汉办报纸。根据张学良的授意，赵惜梦于1935年3月1日在武汉创刊《大光报》。1937年七七事变后，《大光报》停刊，受天主教南京总教区总主教于斌的邀请，赵惜梦参加了复刊《益世报》的工作。1940年，他应兰州市市长蔡孟坚的邀请，出任兰州市政府秘书长兼《西北日报》社社长。
1945年抗日战争胜利后，他被国民政府任命为东北接收员、大连市政府秘书长、市长。中国人民解放军占领大连之前，他携家逃往上海。1949年7月至8月间，他又逃往台湾，继续任国民大会代表。1950年春，他在台中创办《自由亚洲》杂志，但出版了三年多，即因资金匮乏而停刊。后来，他一直隐居。
1956年12月14日，他因肝癌在台中病逝，享年57岁。